# Episodi di Le leggendarie imprese di Wyatt Earp (quinta stagione)
La quinta stagione della serie televisiva Le leggendarie imprese di Wyatt Earp è andata in onda negli Stati Uniti dal 1º settembre 1959 al 7 giugno 1960 sulla ABC.
| nº | Titolo originale                 | Prima TV USA      | Titolo italiano | Prima TV Italia |
| -- | -------------------------------- | ----------------- | --------------- | --------------- |
| 1  | Dodge City: Hail and Farewell    | 1º settembre 1959 |                 |                 |
| 2  | The Trail to Tombstone           | 8 settembre 1959  |                 |                 |
| 3  | Tombstone                        | 15 settembre 1959 |                 |                 |
| 4  | Wyatt's Decision                 | 22 settembre 1959 |                 |                 |
| 5  | Lineup for Battle                | 29 settembre 1959 |                 |                 |
| 6  | The Nugget and the Epitaph       | 6 ottobre 1959    |                 |                 |
| 7  | The Perfidy of Shotgun Gibbs     | 13 ottobre 1959   |                 |                 |
| 8  | You Can't Fight City Hall        | 20 ottobre 1959   |                 |                 |
| 9  | Behan Shows His Hand             | 27 ottobre 1959   |                 |                 |
| 10 | The Ring of Death                | 3 novembre 1959   |                 |                 |
| 11 | Wyatt Wins One                   | 10 novembre 1959  |                 |                 |
| 12 | The Fugitive                     | 17 novembre 1959  |                 |                 |
| 13 | The Noble Outlaws                | 24 novembre 1959  |                 |                 |
| 14 | The Paymaster                    | 1º dicembre 1959  |                 |                 |
| 15 | The Clantons' Family Row         | 8 dicembre 1959   |                 |                 |
| 17 | Get Shotgun Gibbs                | 22 dicembre 1959  |                 |                 |
| 18 | Wells Fargo Calling Marshal Earp | 29 dicembre 1959  |                 |                 |
| 19 | A Murderer's Return              | 5 gennaio 1960    |                 |                 |
| 20 | The Big Fight at Total Wreck     | 12 gennaio 1960   |                 |                 |
| 21 | Frontier Surgeon                 | 19 gennaio 1960   |                 |                 |
| 22 | Let's Hang Curly Bill            | 26 gennaio 1960   |                 |                 |
| 23 | Silver Dollar                    | 2 febbraio 1960   |                 |                 |
| 24 | The Case of Senor Huerto         | 9 febbraio 1960   |                 |                 |
| 25 | The Arizona Lottery              | 16 febbraio 1960  |                 |                 |
| 26 | Don't Get Tough with a Sailor    | 23 febbraio 1960  |                 |                 |
| 27 | The Scout                        | 1º marzo 1960     |                 |                 |
| 28 | The Buntline Special             | 8 marzo 1960      |                 |                 |
| 29 | China Mary                       | 15 marzo 1960     |                 |                 |
| 30 | His Life in His Hands            | 22 marzo 1960     |                 |                 |
| 31 | Behan's Double Game              | 29 marzo 1960     |                 |                 |
| 32 | The Salvation of Emma Clanton    | 5 aprile 1960     |                 |                 |
| 33 | John Clum, Fighting Editor       | 12 aprile 1960    |                 |                 |
| 34 | The Judge                        | 19 aprile 1960    |                 |                 |
| 35 | The Court vs. Doc Holliday       | 26 aprile 1960    |                 |                 |
| 36 | Roscoe Turns Detective           | 3 maggio 1960     |                 |                 |
| 37 | The Posse                        | 10 maggio 1960    |                 |                 |
| 38 | The Confidence Man               | 17 maggio 1960    |                 |                 |
| 39 | The Toughest Judge in Arizona    | 24 maggio 1960    |                 |                 |
| 40 | My Enemy - John Behan            | 31 maggio 1960    |                 |                 |
| 41 | Wyatt's Bitterest Enemy          | 7 giugno 1960     |                 |                 |

## Dodge City: Hail and Farewell
- Prima televisiva: 1º settembre 1959

### Trama
- Guest star: Myron Healey (Doc Holliday), Damian O'Flynn (giudice Tobin), Ralph Sanford (sindaco Kelly), Ross Elliott (Virgil Earp), Ray Boyle (Morgan Earp), Rico Alaniz (Mr. Cousin), Chet Brandenburg (Hoodlum Shooting on Street), Leonard P. Geer (Hoodlum Shooting on Street), Chick Hannan (Hoodlum Shooting on Street), Michael Jeffers (Audience Member), Ethan Laidlaw (Hoodlum Shooting on Street), Kermit Maynard (Hoodlum Shooting on Street), Jimmy Noel (Audience Member), 'Snub' Pollard (Audience Member), Jack Tornek (Farewell Committee Member)

## The Trail to Tombstone
- Prima televisiva: 8 settembre 1959

### Trama
- Guest star: Dick Foote (Carney), Paul Gary (Slim), Douglas Kennedy (Dave Mather), Scott Peters (Lucas), John Pickard (Whitey), Robert Swan (barista), Frank Wilcox (Bywater), Rush Williams (Leader)

## Tombstone
- Prima televisiva: 15 settembre 1959

### Trama
- Guest star: Douglas Fowley (Doc Holliday), Randy Stuart (Nellie Cashman), Trevor Bardette (vecchio Clanton), Damian O'Flynn (Doc Goodfellow), Frank Gerstle (Dick Gird), Sam Flint (vecchio), Lyn Guild (Emma Clanton), George Barrows (minatore), Bill Catching (attaccabrighe), Herman Hack (Leaning Against Building), Al Haskell (minatore), Michael Jeffers (minatore), Ray Jones (minatore), Kermit Maynard (cowboy), Rod McGaughy (cowboy), Charles Perry (minatore), Richard Reeves (cowboy), Buddy Roosevelt (membro linciaggio), Phil Schumacher (minatore), George Sowards (cittadino), Jack Tornek (cittadino)

## Wyatt's Decision
- Prima televisiva: 22 settembre 1959

### Trama
- Guest star: Douglas Fowley (Doc Holliday), Randy Stuart (Nelle Cashman), Frank Gerstle (Dick Gird), Trevor Bardette (vecchio Clanton), Lyn Guild (Emma Clanton), Steve Rowland (Phin Clanton), John Milford (Ike Clanton), Arthur Space (sceriffo Charlie Shibell), Sam Flint (Marshal Fred White), Marshall Bradford (giudice Griskam), George Barrows (minatore), Leonard P. Geer (scagnozzo who Doc Shoots), Herman Hack (cittadino), Kermit Maynard (Clanton Rider), 'Snub' Pollard (barista), Buddy Roosevelt (Clanton Rider), Bob Woodward (Horseman Betting on Earp)

## Lineup for Battle
- Prima televisiva: 29 settembre 1959

### Trama
- Guest star: Douglas Fowley (Doc Holliday), Randy Stuart (Nellie Cash), Carol Thurston (Emma Clanton), Trevor Bardette (vecchio Clanton), Damian O'Flynn (Doc Goodfellow), Steve Rowland (Phin Clanton), John Milford (Ike Clanton), Rex Lease (Clanton Henchman), Howard Negley, Lou Krugman (Frenchy), John L. Cason (McMasters), Reed Howes (Johnson), Buddy Roosevelt (Clanton Henchman)

## The Nugget and the Epitaph
- Prima televisiva: 6 ottobre 1959

### Trama
- Guest star: Douglas Fowley (Doc Holliday), Randy Stuart (Nellie Cashman), Stacy Harris (John P. Clum), Damian O'Flynn (giudice Tobin / Doc Goodfellow), Carol Thurston (Emma Clanton), William Mims (editore Dameron), Stanley Clements (Dave), Kelly Thordsen (Shorty), Sam Flint (Fred White), Bill Coontz (fuorilegge Leader), James Parnell (barista), Robert Griffin (Irish)

## The Perfidy of Shotgun Gibbs
- Prima televisiva: 13 ottobre 1959

### Trama
- Guest star: Marshall Bradford

## You Can't Fight City Hall
- Prima televisiva: 20 ottobre 1959

### Trama
- Guest star: Douglas Fowley (Doc Holliday), Morgan Woodward (Shotgun Gibbs), Randy Stuart (Nellie Cashman), Carol Thurston (Emma Clanton), Trevor Bardette (vecchio Clanton), Lash La Rue (sceriffo Johnny Behan), Damian O'Flynn (Doc Goodfellow), Charles Fredericks (Fennell), Stacy Harris (editore John P. Clum), James Seay (giudice Spicer), Steve Rowland (Phin Clanton), Eddie Kane (sindaco Randall), Edmund Cobb (Clark), Fred Coby (Pony Deal), George DeNormand (Ring Member at Table), Terry Frost (conducente della diligenza), Walter Woolf King (Tucson Politician), Bert Stevens (Ring Member at Table), Jack Tornek (cittadino in Tucson)

## Behan Shows His Hand
- Prima televisiva: 27 ottobre 1959

### Trama
- Guest star: Trevor Bardette (vecchio Clanton), Bill Coontz (assassino), Douglas Fowley (Doc Holliday), Charles Fredericks (Dan Purdy), Terry Frost (Witness), Frank Gerstle (Dirk Gird), Stacy Harris (sindaco Clum), Lash La Rue (Johnny Behan), John Milford (Ike Clanton), Damian O'Flynn (Doc Goodfellow), James Seay (giudice Spicer), Randy Stuart (Nellie Cashman), Morgan Woodward (Shotgun Gibbs), George DeNormand (Ring Member at Table), Michael Jeffers (cittadino), Jack Tornek (Ring Member at Meeting)

## The Ring of Death
- Prima televisiva: 3 novembre 1959

### Trama
- Guest star: Douglas Fowley (Doc Holliday), Morgan Woodward (Shogun Gibbs), Randy Stuart (Nellie Cashman), I. Stanford Jolley (Limey Parkhamp), Charles Fredericks (Dan Priddy), Stuart Randall (Stake Brown), House Peters Jr. (Bones Brandon), William Eben Stephens (The Paralized Kid), Hugh Sanders (Bob Paul), George DeNormand (cittadino Telling About Priddy), Herman Hack (cittadino), Kermit Maynard (cittadino), Jack Tornek (Ring Member)

## Wyatt Wins One
- Prima televisiva: 10 novembre 1959

### Trama
- Guest star: Morgan Woodward (Shotgun Gibbs), Gary Gray (Billy Clanton), Carol Thurston (Emma Clanton), Monte Blue (Low Dog), Michael Carr (Young Geronimo), Trevor Bardette (vecchio Clanton), Steve Rowland (Phin Clanton), John Milford (Ike Clanton), Mike Keene (colonnello Ingram), Bill Coontz (guardia At Herd), Ethan Laidlaw (Clanton Henchman), Jimmy Noel (Clanton Henchman), Buddy Roosevelt (guardia Watching Herd)

## The Fugitive
- Prima televisiva: 17 novembre 1959

### Trama
- Guest star: John Carradine (Don Ignacio Vasquez), Anna Navarro (Felicia), Michael Carr (Manuel Vasquez), Armand Alzamora (Francisco Vasquez), James Seay (giudice Spicer), Orville Sherman (Cavannaugh), Felix Locher (Ricardo), Chet Brandenburg (Posse Rider), Kermit Maynard (Posse Rider)

## The Noble Outlaws
- Prima televisiva: 24 novembre 1959

### Trama
- Guest star: James Coburn (Buckskin Frank Leslie), Robert Nichols (Spencer)

## The Paymaster
- Prima televisiva: 1º dicembre 1959

### Trama
- Guest star: Morgan Woodward (Shotgun Gibbs), Mark Dana (maggiore Fletcher), Paula Raymond (Miss Crystal), Sal Ponti (Ramon), Clancy Cooper, Don Diamond, Roberto Contreras (Garcia)

## The Clantons' Family Row
- Prima televisiva: 8 dicembre 1959

### Trama
- Guest star: Douglas Fowley (Doc Holliday), Morgan Woodward (Shotgun Gibbs), Carol Thurston (Emma Clanton), Trevor Bardette (vecchio Clanton), Stacy Harris (sindaco Clum), William Mims (Dameron), James Seay (giudice Spicer), William Phipps (Curley Bill Brocius), Peter M. Thompson (Johnny Ringo), Wally Richard, Peter Miller, Chet Brandenburg (Brocius Gang Member), Ethan Laidlaw (Brocius Gang Member), Frank Mills (barista), 'Snub' Pollard (barista), Buddy Roosevelt (Ringo Gang member)

## Get Shotgun Gibbs
- Prima televisiva: 22 dicembre 1959

### Trama
- Guest star: Lash La Rue (sceriffo Johnny Behan), Douglas Fowley (Doc Holliday), Morgan Woodward (Deputy Shotgun Gibbs), Richard Reeves (Six-Mule Marcy), John Maxwell (Shiloh Smith), Fred Villani (assassino), Robert Gunderson (assassino), Buddy Roosevelt (cittadino), Gene Roth (cittadino)

## Wells Fargo Calling Marshal Earp
- Prima televisiva: 29 dicembre 1959

### Trama
- Guest star: Morgan Woodward (Shotgun Gibbs), John Gallaudet (Thacker), Warren Parker (Charlie Dakin), John Baxter (Smiley), John Pickard (Fred), Bob Tetrick, Duane Grey, Dehl Berti (Joe), Ray Kellogg (Todd), Don Kennedy (Sharkey), Robert Williams (Burt)

## A Murderer's Return
- Prima televisiva: 5 gennaio 1960

### Trama
- Guest star: Rachel Ames (Phoebe McKean), Denver Pyle (Dobie Jenner), Randy Stuart (Nellie Cashman), Morgan Woodward (Shotgun Gibbs), Carleton G. Young (George McKean)

## The Big Fight at Total Wreck
- Prima televisiva: 12 gennaio 1960

### Trama
- Guest star: Randy Stuart (Nellie Cashman), Duncan Lamont (Jock Welsh), Clancy Cooper (Tim Shawniigan), Damian O'Flynn (dottor Goodfellow , solo accreditato), Frank Gerstle (Dick Gird)

## Frontier Surgeon
- Prima televisiva: 19 gennaio 1960

### Trama
- Guest star: Andy Albin (Tinkham Brown), Lane Bradford (Swanee), John Gallaudet (John Thacker), Jimmy Noel (fuorilegge), Rick Vallin (fuorilegge)

## Let's Hang Curly Bill
- Prima televisiva: 26 gennaio 1960

### Trama
- Guest star: Sam Flint (Fred White)

## Silver Dollar
- Prima televisiva: 2 febbraio 1960

### Trama
- Guest star: Leslie Bradley, Dusty Enders, Tom Palmer, Robert Riordan

## The Case of Senor Huerto
- Prima televisiva: 9 febbraio 1960

### Trama
- Guest star: Paul Fierro (Cortez), Penny Santon (Senora Huerta), Joe Sonessa (Miguel Huerta)

## The Arizona Lottery
- Prima televisiva: 16 febbraio 1960

### Trama
- Guest star: Douglas Fowley (Doc Holliday), Morgan Woodward (Shotgun Gibbs), Ron Foster (Johnny-Benind-the-Deuce), Patricia Donahue (Clara), John Maxwell (Shiloh Smith), Michael Emmet (Hennings), James Seay (giudice Spicer), Lester Vail (Milligan), Thom Carney (Holbrook), Al Haskell (Man in Line), Ethan Laidlaw (Ethan - Lottery Winner), Kermit Maynard (frequentatore bar), Tom Monroe (Dade)

## Don't Get Tough with a Sailor
- Prima televisiva: 23 febbraio 1960

### Trama
- Guest star: Douglas Fowley (Doc Holliday), Morgan Woodward (Shotgun Gibbs), Lash La Rue (Johnny Behan), Trevor Bardette (vecchio Clanton), John Litel (capitano David Rowland), Steve Pendleton (Thacker), Holly Bane (Ayres), Fred Coby (Pony Deal), Jimmie Booth (Posse Member), Bill Coontz (scagnozzo Dongo)

## The Scout
- Prima televisiva: 1º marzo 1960

### Trama
- Guest star: Rico Alaniz (Tahzay), Francis De Sales (Smith), Charles McGraw (Tom Barrows), Richard Warren (Mose), Dan White (cittadino), Stacy Harris (John P. Clum), Buddy Roosevelt (cittadino)

## The Buntline Special
- Prima televisiva: 8 marzo 1960

### Trama
- Guest star:

## China Mary
- Prima televisiva: 15 marzo 1960

### Trama
- Guest star: Aki Aleong (Li Kung), Carl Bensen (Tuker), Paul McGuire (Ferguson), Anna May Wong (China Mary)

## His Life in His Hands
- Prima televisiva: 22 marzo 1960

### Trama
- Guest star: Douglas Fowley (Doc Holliday), Morgan Woodward (Shotgun Gibbs), Trevor Bardette (vecchio Clanton), Steve Rowland (Phinn Clanton), John Milford (Ike Clanton), Bill Coontz (Dango), Holly Bane (J.B. Ayres), Steve Pendleton (Thacker), Chick Hannan (Silver Shipment Driver), Jimmy Noel (Silver Shipment Guard)

## Behan's Double Game
- Prima televisiva: 29 marzo 1960

### Trama
- Guest star: Holly Bane (J.B. Ayres), Fred Coby (Pony Deal), Steve Pendleton (Thacker), Orville Sherman (Cavanaugh)

## The Salvation of Emma Clanton
- Prima televisiva: 5 aprile 1960

### Trama
- Guest star: Sam Gilman (Gringo Hawkby)

## John Clum, Fighting Editor
- Prima televisiva: 12 aprile 1960

### Trama
- Guest star: Del Monroe (Pete Spence)

## The Judge
- Prima televisiva: 19 aprile 1960

### Trama
- Guest star: Douglas Fowley (giudice Amos Waggoner), Anthony Warde (Curt Dance)

## The Court vs. Doc Holliday
- Prima televisiva: 26 aprile 1960

### Trama
- Guest star: Bill Coontz, Preston Hanson, Glenn Holtzman (Hoss), Forrest Lewis, Steve Pendleton

## Roscoe Turns Detective
- Prima televisiva: 3 maggio 1960

### Trama
- Guest star: Clancy Cooper (Skinner Malone), Jock Gaynor (tenente Grange), John Hackett (Whitey Jones), Paul Jasmin (Louis Vanik), William Keene, Damian O'Flynn (Doc Goodfellow), Dan Riss, James Seay (giudice Spicer), Robert Swan, William Vaughn, Morgan Woodward (Shotgun Gibbs), Kermit Maynard (cowboy at Camp), Buddy Roosevelt (cowboy at Camp), Phil Schumacher (cowboy with Skinner Malone)

## The Posse
- Prima televisiva: 10 maggio 1960

### Trama
- Guest star: Ron Ely (Arleigh Smith), Patrick Hawley, Clark Howat, Peter Mamakos (Hoodlum), Jeanne Vaughn (Martha Smith)

## The Confidence Man
- Prima televisiva: 17 maggio 1960

### Trama
- Guest star: Stewart Bradley (Carl Duval), Bill Cord (Billy Costane), Lester Dorr, Nancy Hadley (Evie Marlowe), Pitt Herbert (Sam Dutton)

## The Toughest Judge in Arizona
- Prima televisiva: 24 maggio 1960

### Trama
- Guest star: Sam Flint (Spouter), Angela Greene (Alma Ross), Robert Hutton (Charlie Parks), I. Stanford Jolley (Mine Foreman), William Pullen, Peter M. Thompson (Johnny Ringo)

## My Enemy - John Behan
- Prima televisiva: 31 maggio 1960

### Trama
- Guest star: Morgan Woodward (Shotgun Gibbs), John Milford (Ike Clanton), Randy Stuart (Nellie Cashman), Trevor Bardette (vecchio Clanton), Lash La Rue (Johnny Behan), Steve Pendleton (Thacker), James Seay (giudice Spicer), Robert Gothie (Will Morris), Enid Jaynes (Virginia Rollins), Bill Coontz (Dongo - Clanton Henchman)

## Wyatt's Bitterest Enemy
- Prima televisiva: 7 giugno 1960

### Trama
- Guest star: Douglas Fowley (Doc Holliday), Morgan Woodward (Shotgun Gibbs), Ray Boyle (Morgan Earp), Trevor Bardette (vecchio Clanton), Steve Rowland (Phin Clanton), John Milford (Ike Clanton), Steve Pendleton (Thacker), William Phipps (Curly Brocius), Jimmie Booth (Clanton Man), Chet Brandenburg (Clanton Man), Jeff DeBenning (Dodie Jones), Kermit Maynard (Clanton Man), Jimmy Noel (Clanton Man), Charles Wagenheim (Rowdy)